# دانيال فرنانديز
دانيال فرنانديز (بالإسبانية: Daniel Fernández)‏ (7 مارس 1963 ببوينس آيرس في الأرجنتين - ) هو مدرب كرة قدم ولاعب كرة قدم أرجنتيني في مركز الوسط.